# Ion Vidu
Ion Vidu (n. 29 decembrie 1863, Mânerău, România – d. 7 februarie 1931, Lugoj, Timiș, România) a fost un compozitor și dirijor român.

## Viața
Ion Vidu s-a născut la 17 decembrie (stil vechi) 1863, în localitatea Mânerău, din județul Arad. A fost compozitor și dirijor, „un maestru al muzicii corale românești”, cum îl numește biograful său principal, muzicologul Viorel Cosma. Studiile și le-a făcut la Conservatorul din Arad (1880–1881), Caransebeș (1885), urmând apoi cursurile de armonie și dirijat la Iași (1890–1891), cu marele compozitor Gavriil Muzicescu. A predat muzica la Arad și în împrejurimi, între anii 1881–1883 și 1884–1888, precum și în Lugoj, la Școala confesională (1888–1918), Liceul „Coriolan Brediceanu” din Lugoj (1919–1928), încheindu-și cariera didactică cu funcția de inspector general de muzică pentru școlile normale din țară. Pe lângă catedră a desfășurat o vastă activitate de creație, de dirijor al „Reuniunii române de cântări și muzică” din Lugoj, publicist și animator, în această ultimă calitate deține și funcția de președinte al Asociației corurilor și fanfarelor române din Banat (1922–1931).

## Opera
Arta creației sale este vastă: muzică de teatru, vocal-simfonică, de pian, dar se remarcă prin lucrările corale: Din șezătoare, Ana Lugojana, Răsunetul Ardealului, Preste deal, Negruța, Moartea lui Mihai eroul, Ștefan și Dunărea, care sunt piese antologice ale muzicii corale românești; ele fac parte din fondul componisticii clasice, adevărate pietre de încercare pentru corurile de performanță artistică. Între creațiile corale ale lui Ion Vidu, la loc de cinste se rânduiește muzica corală religioasă pentru trei voci egale, pentru cor bărbătesc și pentru cor mixt, care cuprinde un vast repertoriu: liturghii, cântări funebre, pricesne, tropare, axioane, imnuri și colinde - repertoriu atât de necesar, în special în Banat, unde mișcarea corală bisericească luase la vremea respectivă un mare avânt, necunoscut în multe alte provincii românești. Ion Vidu a compus această muzică religioasă „cu pietatea cuvenită”, și o depune „pe altarul Bisericii poporului românesc, întru mărirea lui Dumnezeu... care a susținut flacăra credinței pururea aprinsă în inima acestui popor”. Creația muzicală religioasă a lui Ion Vidu are la bază cântarea bisericească tradițională de strană din Banat, unele lucrări fiind printre cele mai izbutite din repertoriul ortodox, ca de exemplu Mântuire.